# Kamuthi Solar Power Project
Kamuthi Solar Power Project is een fotovoltaïsche energiecentrale, gelegen op een zone van 10 km2 nabij Kamuthi, in het district Ramanathapuram van de Indiase staat Tamil Nadu. Het project werd uitgevoerd in opdracht van Adani Power, een dochteronderneming van de Adani Group.
Met een productiecapaciteit van 648 MWp op één locatie is het een van 's werelds grootste zonneparken op basis van capaciteit.